# Nikołaj Abramczuk
Nikołaj Iwanowicz Abramczuk (ros. Николай Иванович Абрамчук, ur. 7 listopada?/20 listopada 1912 we wsi Romanowna w obwodzie grodzieńskim, zm. 1 lutego 1974 w Kijowie) – radziecki lotnik wojskowy, podpułkownik, Bohater Związku Radzieckiego (1943).

## Życiorys
Urodził się w rosyjskiej rodzinie chłopskiej. Po ukończeniu szkoły pracował w stoczni im. Marksa w Astrachaniu, gdzie skończył szkołę uniwersytetu fabryczno-zawodowego i rabfak Instytutu Inżynierów Transportu Wodnego. W 1932 został powołany do Armii Czerwonej, w 1933 skierowany przez KC Komsomołu do wojskowej szkoły lotniczej w Engelsie, od 19366 służył na Dalekim Wschodzie, nad Pacyfikiem, w 1938 został członkiem WKP(b). Od czerwca 1941 uczestniczył w wojnie z Niemcami, walczył na Froncie Południowo-Zachodnim, Stalingradzkim i 1 Ukraińskim. Do czerwca 1943 jako dowódca eskadry 894 pułku lotnictwa myśliwskiego 101 Dywizji Lotnictwa Myśliwskiego Obrony Przeciwlotniczej Kraju w stopniu kapitana wykonał 239 lotów bojowych, osobiście strącił 11 samolotów wroga, atakował też siłę żywą i technikę wroga. Po wojnie nadal służył w lotnictwie, w 1954 został zwolniony do rezerwy w stopniu podpułkownika.

## Odznaczenia
- Złota Gwiazda Bohatera Związku Radzieckiego (9 października 1943)
- Order Lenina
- Order Czerwonego Sztandaru (dwukrotnie)
- Order Czerwonej Gwiazdy
- Medal „Za zasługi bojowe”
- Medal „Za obronę Stalingradu”
- Medal „Za zwycięstwo nad Niemcami w Wielkiej Wojnie Ojczyźnianej 1941–1945”